# Rønnebæk (plaats)
Rønnebæk is een plaats in de Deense regio Seeland, gemeente Næstved. De plaats telt 561 inwoners (2008).